# Abbadia San Salvatore
Abbadia San Salvatore je obec v Toskánsku v Itálii. K prosinci 2019 měla přes šest tisíc obyvatel.

## Poloha
Abbadia San Salvatore patří do Sienské provincie a její zástavba leží jihovýchodně od masivu Monte Amiata, jehož vrcholek spadá do správních hranic obce. Od Sieny, správního střediska provincie, je vzdálena přibližně šedesát kilometrů jihovýchodně, a od Florencie, správního střediska Toskánska, přibližně 110 kilometrů jihovýchodně.

## Dějiny
V roce 743 zde byl založen klášter svatého Spasitele, podle kterého je obec pojmenována.
Od druhé poloviny 19. století zde probíhala průmyslová těžba cinabaritu a jednalo se o jedno z jeho celosvětově nejvýznamnějších ložisek (spolu se španělským Almadénem a slovinskou Idrijí). Důl ukončil těžbu pro nerentabilitu kvůli klesajícím cenám koncem 70. let.